# Onthophagus planiceps
Onthophagus planiceps là một loài bọ cánh cứng trong họ Bọ hung (Scarabaeidae).